# إسي بأورن
إسي (يُنطق بالفرنسية: [ɛsɛ]  ) هي بلدية تقع في قسم أورن في شمال غرب فرنسا. تشتهر المدينة في الوقت الحاضر بمسارات رياضة السيارات كما أنها استضافت جولة من بطولة أوروبا للراليات في عام 2011.

## المباني والأماكن البارزة
- حلبة دوكس - هي حلبة سباق بنيت في عام 1975.[5] وكانت الدائرة التي استخدمت لاستضافة جولة من بطولة الرالي كروس الفرنسية وسباقات فول كار.[6][7]

### مواقع التراث الوطني
تحتوي البلدية على مبنيين/منطقتين مدرجتين كأثر تاريخي.
- دومين دو بوفوسيه هو منزل وممتلكات يعود تاريخها إلى القرن الثامن عشر وقد أعلنت كمعلم تاريخي في عام 2001.[9] صمم حدائق العقار هنري وأشيل دوشين.[9] يقومون بمشاركة أراضي العقار مع بلدية بواترون المجاورة.[10]
- كنيسة دوقات ألينسون هي كنيسة تعود إلى القرن الثاني عشر وكانت جزء من قلعة بناها ويليام بيليم في الأصل عام 1088.[11] أدرج كنصب تذكاري في عام 1975.[11]

## شخصيات بارزة
- كان فرانسوا روبيشون دي لا جيرينيير (1688-1751) أستاذ فرنسي في ركوب الخيل وواحد من أكثر الكتاب تأثيرًا في فن التدريب على ركوب الخيل وقد ولد هنا.[12]

## روابط خارجية
- رياضة السيارات المحلية